# レフ・テルミン

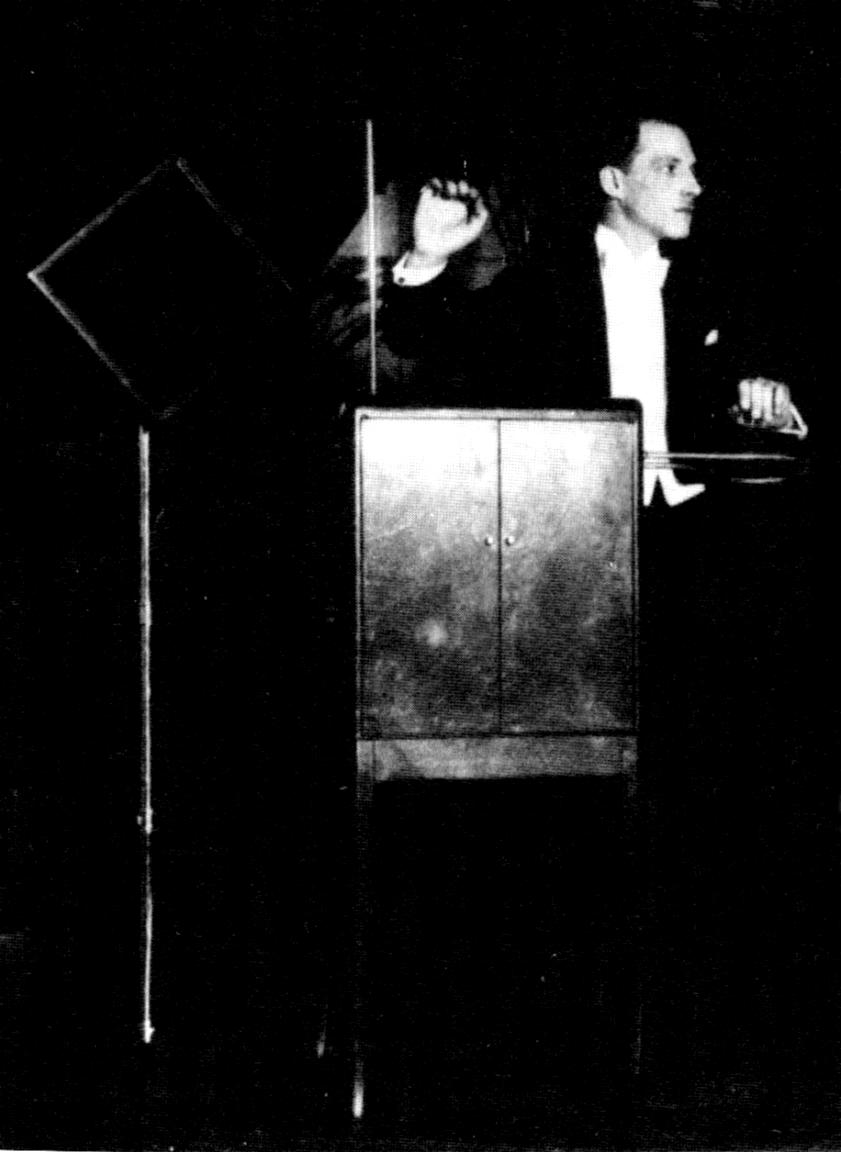

レフ・セルゲーエヴィチ・テルミン（ロシア語: Лев Серге́евич Терме́н, ラテン文字転写: Lev Sergeyevich Termen, 1896年8月15日（ユリウス暦）/8月28日（グレゴリオ暦） サンクトペテルブルク – 1993年11月3日）は、ソ連の物理学者。アメリカ合衆国で発明家や音楽家として活躍し、初期の電子楽器の一つ テルミン（テレミンヴォックス）の開発者として著名。ユグノーの末裔であると言われ、西側ではフランス語風にレオン・テルミン（またはテレミン）(Léon Theremin) と名のっていた。またソ連のスパイとしても活動し、マイクロ波による電波の振動を音声に変換する画期的な盗聴器を開発した。

## 前半生
法律家の父セルゲイと母エフゲーニャの間に生まれ、母の影響で音楽に親しみ、高校在学中にペトログラード音楽院でチェロを本格的に学ぶ。
1914年にペトログラード大学に入学、物理学と天文学を専攻したが、第一次世界大戦の影響で高等軍事技術専門学校に送られた。テルミンはそこで軍事技士の資格を得て少尉に任命された。1917年のロシア革命では赤軍に参加する。

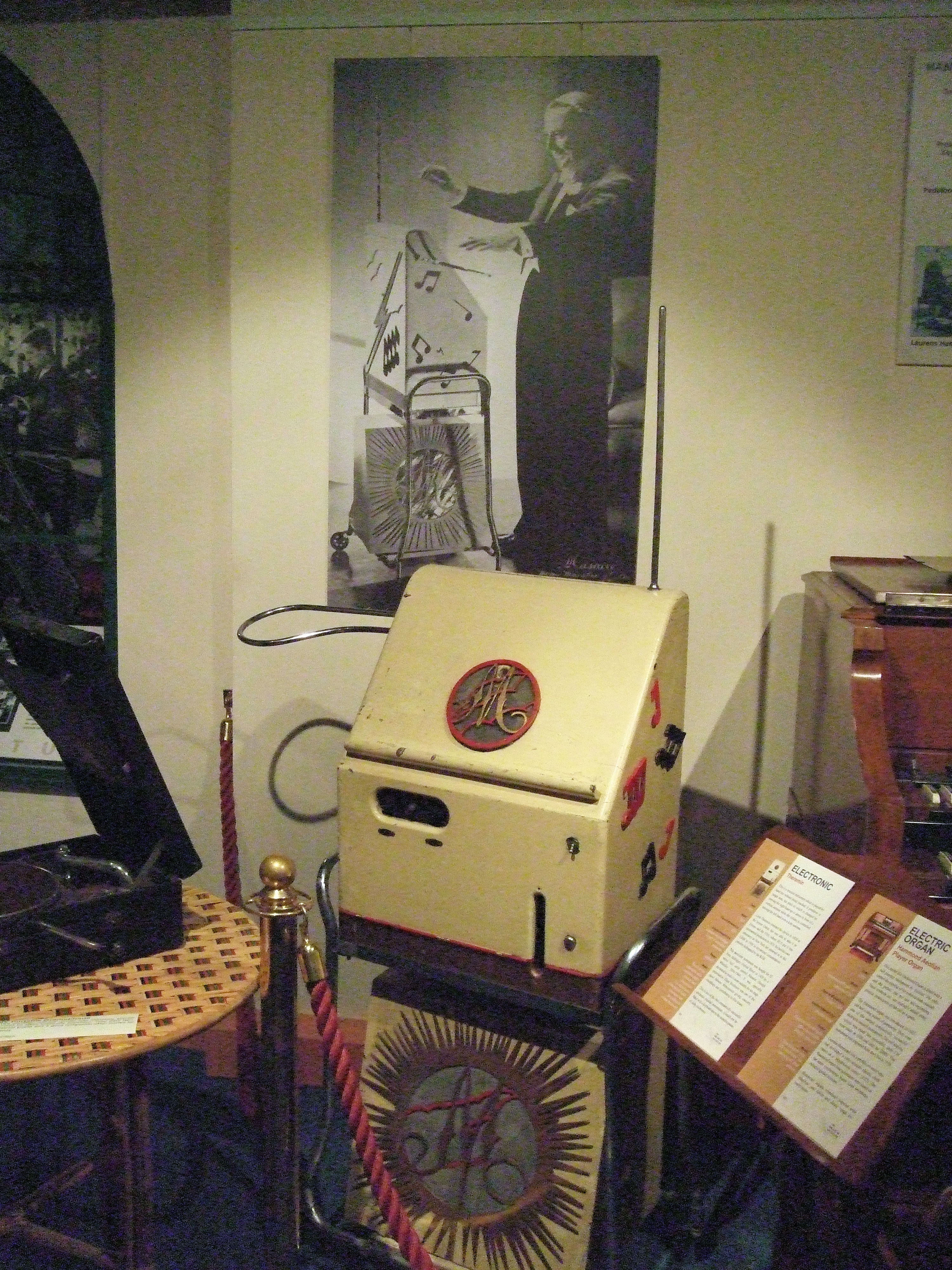
RCA テルミン（1930年代）

ロシア内戦の収束後、ペトログラード工業大学内に新設されたペトログラード物理工科大学で主任研究者として働く。そこでテルミンはテルミンヴォックスの元となる現象を発見、1920年にテルミンを発明。1922年には全国の電化をモットーにしていたウラジーミル・レーニンに招かれ、レーニンの前でテルミンを演奏し、感激したレーニンもテルミンを演奏した。この時期、テルミンはテルミンヴォックス以外にも1926年に当時最高水準の機械・光学式テレビジョンの開発に成功し、科学技術史に重要な功績を残した。私生活では1921年に同僚の妹で医学生であった、エカテリーナと結婚した。
ヨーロッパでテルミンヴォックスのデモンストレーションのために演奏旅行を行なった後に渡米し、1928年にニューヨーク・フィルハーモニー交響楽団と共演。1929年に米国で特許を取得した後、製造・販売権をRCAに譲渡する。

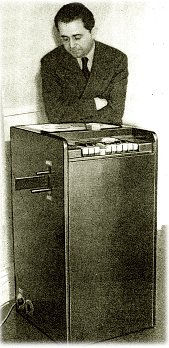
リズミコン (1932)

1930年代にニューヨークに研究所を設立し、テルミンの更なる発展と、その他の電子楽器などの発明に乗り出し、中でもヘンリー・カウエルのためにリズミコン (Rhythmicon) を発明。1930年に十人のテルミン奏者がカーネギー・ホールに集って演奏会を行なった。それから2年後にはテルミン自身が、テルミンや、チェロに用法の似たフィンガーボードテルミンなどの電子楽器からなる、世界初の電子楽器オーケストラを指揮した。
テルミンは、ジョセフ・シリンガー (Joseph Schillinger) やアルベルト・アインシュタインなど、当時の進歩的な知識人や作曲家・音楽理論家から助言を受けていた。ロシアからの移民仲間で、テルミン演奏のヴィルトゥオーサのクララ・ロックモアとも緊密に活動を行なった。舞踊音楽におけるテルミンの利用にも興味を寄せる。ダンスによる全身の動きで音を奏でる電子楽器テルプシトンの発明を機に知り合ったアメリカ・ネグロ・バレエ団のプリマであるラヴィニア・ウィリアムズと恋仲になり結婚（最初の妻のエカテリーナとは離婚させられた）するが、テルミンのサークルに波紋を呼び、中にはこの結婚に反対する者もいた。テルミン夫妻は村八分にされたまま生活を続けた。

## 後半生

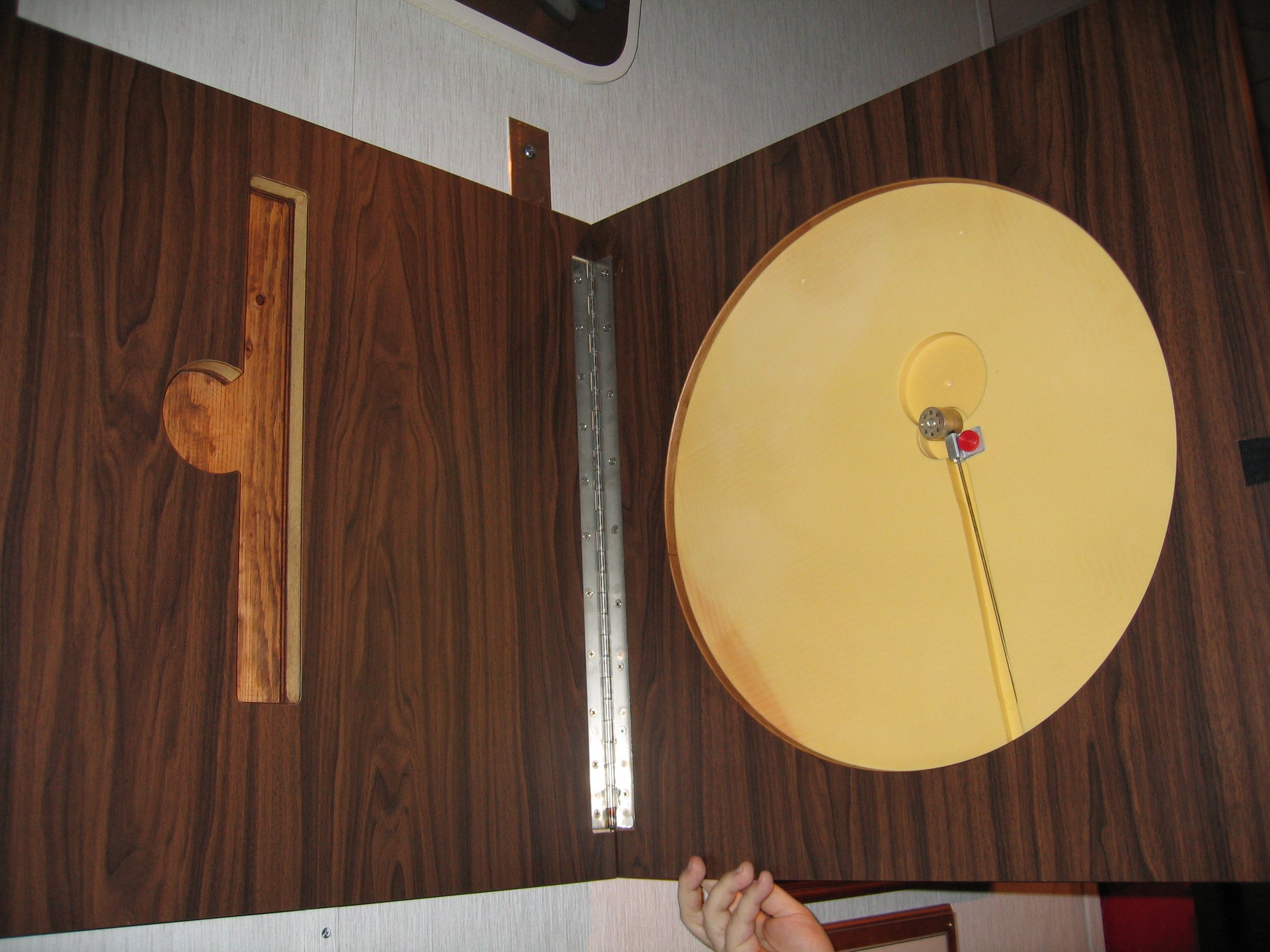
The Great Seal bug（1940年代）
世界初の盗聴器の1つ。テルミンが設計

1938年にソ連に戻るが、当時はどのような状況で帰国したかが謎であり、ホームシックからの帰国とする説と、ソ連政府による誘拐とする説の両方が唱えられた。ラヴィニア夫人は後者の説を信じており、後年になって実際にテルミンがKGBのスパイによって拉致され、祖国に送還されていたとの事実が明るみに出た。（テルミン本人は「戦争間近だった祖国に戻り、自らの科学技術で役に立ちたいと訴えており、1938年にその願いがかなって密かにソ連船でニューヨークを離れた。妻のラヴィニアも同行させたかったが、妻は数週間後に来るといい含められ、一人で故国へ向かった」と1989年に発言している）ソ連に着いてしばらくはレニングラード内では自由に行動できたが、1938年3月、滞在中のホテルで「反革命組織への参加」の罪で逮捕された。ブトイルカ収容所(en)に投獄され、その後シベリアの金山コルイーマで強制労働に就いていた。西側ではテルミン処刑のうわさが広く出回ったにもかかわらず、実は数ヶ月で強制労働の免除の後、科学者や技術者が研究開発に使役される特殊収容所内でアンドレーイ・トゥーポレフやセルゲイ・コロリョフらの科学者や技師とともに、数々の研究開発（爆撃機や盗聴装置の開発）を命ぜられていたのである。
1947年にテルミンの刑期は終了したが、引き続きMGB (KGB)管轄の秘密研究所での仕事を強いられた。この年にテルミンは当時26歳のマリアと結婚し、双子の娘をもうけた。

## 晩年
スターリン死後の1956年まで名誉回復はなされなかった。晩年は自動ドアの最初の自動検知器を発明し、初期の盗難警報機の開発に取り組んだ一方で、「レーニン蘇生計画」を作成して理解者だったレーニンを蘇生しようと考えていた。1964年に秘密研究所を去り、モスクワ音楽院の音楽音響研究所で研究員として働く。1967年にアメリカのジャーナリストに見つかり、ニューヨーク・タイムズにより西側にテルミンの生存をスクープされると、モスクワ音楽院はテルミンから職を奪うが、同年に教え子の援助によりモスクワ大学物理学部の音響学研究室で実験機器の製作をする仕事に就いた。1970年代の半ばに、9歳の姪リディア・カヴィーナにテルミンの奏法を仕込む。彼女は現在、世界で最高のテルミン奏者の一人と認められている。
ペレストロイカにより再び国外にでることが可能になり、1989年6月にフランスのブルージュで開催されたコンサートに参加。1991年にアメリカ合衆国を再訪し、クララ・ロックモアとの再会を果たして数々の演奏会を行うも、かつての妻ラヴィニア・ウィリアムズは、1989年にすでにこの世の人でなくなっていた。その後ロシアに帰り、ソビエト連邦の崩壊から約1年後の1993年にモスクワにて他界。97歳であった。なお、彼はソ連崩壊直前に共産党に入党したが、これはレーニンの生前に入党の約束があったらしく、その約束を果たすという意味合いの入党であり、政治的意味合いは薄い（竹内正実『テルミン エーテル音楽と20世紀ロシアを生きた男』などより）。
レフ・テルミンは、ドキュメンタリー映画の主題となり、この映画でスティーヴン・マーティン監督は1994年のサンダンス映画祭の覇者となった。映画の登場人物は、クララ・ロックモアやリディア・カヴィーナのほか、電子楽器の発明家ロバート・モーグや、音楽理論家ニコラス・スロニムスキー、ザ・ビーチ・ボーイズの創設者ブライアン・ウィルソン、そしてほかならぬテルミンその人であった。
2014年には、日本のテルミン奏者の川口淳史によりテルミンの誕生日である8月28日を「テルミンの日」として申請され、日本記念日協会に承認された。

## 家族
- 最初の妻 : エカテリーナ
- 2度目の妻 : ラヴィニア・ウィリアムズ
- 3度目の妻 : マリア
- 長女 : エレーナ - 1948年生まれ[3]。一卵性双生児の姉[3]。物理学者[3]。
- 次女 : ナターリア - 一卵双生児の妹[3]。
- 親戚 : リディア・カヴィナ - テルミンの従兄弟の孫にあたる[3]。9歳の頃よりテルミン直々に手解きを受け、現在はテルミン演奏の第一人者になっている[3]。

## 関連事項
- ロシア・アヴァンギャルド
- アレクサンドル・ボグダーノフ
- モーリス・マルトノ
- オンド・マルトノ
- シンセサイザー